# Stanisław Majdański
Stanisław Józef Majdański (ur. 19 marca 1949 w Typinie) – polski polityk, rolnik indywidualny, działacz opozycji demokratycznej w okresie PRL, poseł na Sejm X kadencji i senator IV kadencji.

## Życiorys
W 1977 ukończył studia inżynierskie na Politechnice Lubelskiej, a w 2001 został magistrem politologii w Wyższej Szkole Humanistycznej w Pułtusku, w tym samym roku ukończył studia podyplomowe w Szkole Głównej Gospodarstwa Wiejskiego w Warszawie.
W latach 80. był jednym z założycieli Niezależnego Samorządnego Związku Zawodowego Rolników Indywidualnych „Solidarność”, kierował tym związkiem w Tomaszowie Lubelskim. W stanie wojennym organizował duszpasterstwo rolników, redagował i kolportował opozycyjny biuletyn „Roztocze”, został za prowadzoną działalność aresztowany, zwolniono go na mocy amnestii w 1984. Pod koniec lat 80. stanął na czele NSZZ „S” RI w województwie zamojskim.
W latach 1989–1991 sprawował mandat posła X kadencji z ramienia Komitetu Obywatelskiego z okręgu zamojskiego, zasiadał w Komisji Rolnictwa oraz w Komisji Handlu i Usług. Był jednym z najbliższych współpracowników Romana Bartoszczego. Razem z nim w 1990 wstąpił do Polskiego Stronnictwa Ludowego (przewodniczył tej partii na Zamojszczyźnie), następnie w 1991 organizował Polskie Forum Ludowo-Chrześcijańskie „Ojcowizna”.
W 1994 współtworzył Stowarzyszenie Wspierania Rozwoju Ziemi Tomaszowskiej, w tym samym roku został radnym rady miasta w Tomaszowie Lubelskim. Przyczynił się do utworzenia w tym mieście w 1995 Punktu Dydaktycznego Katolickiego Uniwersytetu Lubelskiego Jana Pawła II, stanowiącego filię tej uczelni. W 1997 został senatorem IV kadencji, wybranym z ramienia Akcji Wyborczej Solidarność. W Senacie reprezentował województwo zamojskie. Od 1998 do 2002 zasiadał w sejmiku lubelskim. W 2001 bez powodzenia kandydował do Sejmu z listy Akcji Wyborczej Solidarność Prawicy. Działał w Ruchu Społecznym AWS, w 2006 wstąpił do Stronnictwa Ludowego „Ojcowizna”. Objął w nim funkcję wiceprezesa.
Prowadzi 10-hektarowe gospodarstwo i własny młyn, w którym pracuje; był też członkiem Zarządu Głównego Stowarzyszenia Młynarzy RP.
W wyborach samorządowych w 2010 bez powodzenia ubiegał się o mandat radnego sejmiku lubelskiego z listy Stronnictwa „Piast”. W wyborach w 2014 kandydował na burmistrza Tomaszowa Lubelskiego z ramienia komitetu Nasz Tomaszów, zajmując ostatnie, 6. miejsce.

## Odznaczenia
W 2011, za wybitne zasługi w działalności na rzecz przemian demokratycznych w Polsce, został odznaczony przez prezydenta Bronisława Komorowskiego Krzyżem Oficerskim Orderu Odrodzenia Polski. W 2016 otrzymał Krzyż Wolności i Solidarności.